# Fish Leong
Fish Leong, de son vrai nom Liang Jingru (梁静茹), également connue sous le nom de Jasmine Liang, est une chanteuse malaisienne d'origine chinoise née le 16 juin 1978 à Kuala Pilah, Negeri Sembilan en Malaisie.

## Biographie
Née le 16 juin 1978 à Kuala Pilah, situé dans l'État de Negeri Sembilan en Malaisie, Fish Leong a grandi à Bahau. Après avoir participé à de nombreux concours de chants, elle commence sa carrière de chanteuse en octobre 1997 à Taïwan et son premier album intitulé Yīyè zhǎng dà (Grown Up Overnight) sort en 1999. Elle sort ensuite son deuxième album intitulé Yǒng Qì (Courage), puis Shǎn liàng de xīng (Shining Star) ou bien encore Qínggē méiyǒu gàosu nǐ (What Love Songs Didn't Tell You). Ces albums sont un véritable succès en Malaisie, mais aussi à Taïwan et à Singapour.

## Discographie

### Albums
| Titre original                                                 | Titre international             | Année | Label                 |
| -------------------------------------------------------------- | ------------------------------- | ----- | --------------------- |
| Yīyè cháng dà (一夜長大)                                       | Grown Up Overnight              | 1999  | Rocks Records         |
| Yǒng Qì (勇氣)                                                 | Courage                         | 2000  | Rocks Records         |
| Shǎn liàng de xīng (闪亮的星)                                  | Shining Star                    | 2001  | Rocks Records         |
| Wǒ xǐhuan (我喜欢)                                             | Sunrise                         | 2002  | Rocks Records         |
| Měilì rénshēng (美麗人生)                                      | Beautiful                       | 2003  | Rocks Records         |
| Yànwěi dié (燕尾蝶)                                            | Wings of Love                   | 2004  | Rocks Records         |
| Sī lù (絲路)                                                   | Silk Road of Love               | 2005  | Rocks Records         |
| Qīn qīn (親親)                                                 | Kissing the Future              | 2006  | Rocks Records         |
| Chóngbài (崇拜)                                                | j'Adore                         | 2007  | Rocks Records         |
| Jìng rú&qínggē-bié zài wèi tā liúlèi (靜茹＆情歌-別再為他流淚) | Fall in Love & Songs            | 2009  | Rocks Records         |
| Qínggē méiyǒu gàosu nǐ (情歌沒有告訴你)                        | What Love Songs Didn't Tell You | 2010  | Universal Music Group |
| Ài jiǔ jiàn rénxīn (愛久見人心)                                | Love in Heart                   | 2012  | Universal Music Group |

## Clips
| Titre original             | Titre français                    | Année |
| -------------------------- | --------------------------------- | ----- |
| Níngxià (寧夏)             | Un été tranquille                 | 2004  |
| Sī lù (絲路)               | La route de la soie               | 2005  |
| Kěxí bùshì nǐ (可惜不是你) | Malheureusement, ce n'est pas toi | 2005  |
| Nuǎn nuǎn (暖暖)           | Tu réchauffes mon cœur            | 2006  |